# Hút mật bụng vạch

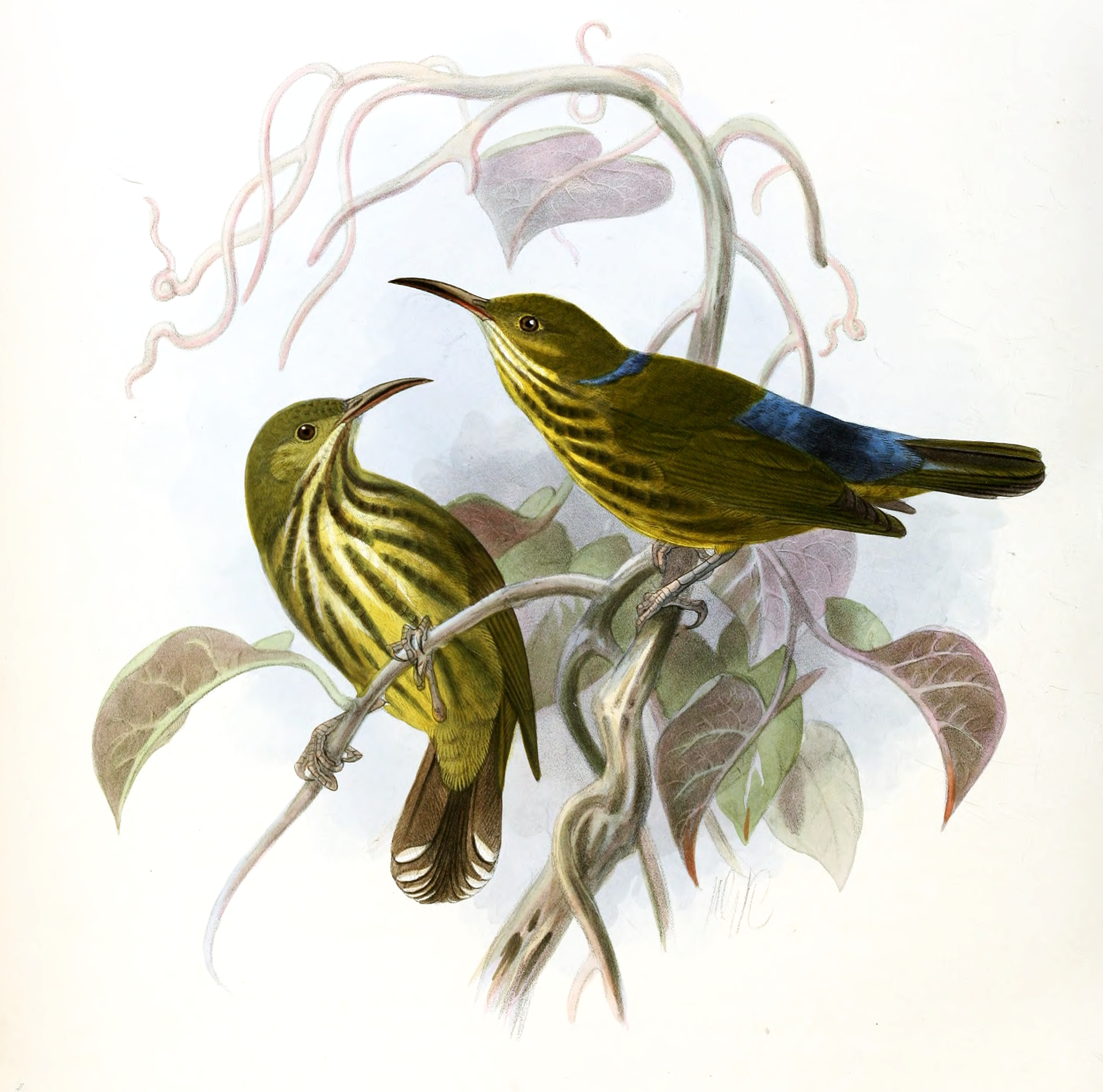
Hút mật bụng vạch

Hút mật bụng vạch (tên khoa học Hypogramma hypogrammicum) là loài chim thuộc họ Hút mật. Nó được xếp vào chi đơn loài Hypogramma. Trong bài báo công bố năm 2011, Moyle và ctv lại cho rằng loài này nên được hợp nhất lại trong chi Arachnothera, với danh pháp Arachnothera hypogrammica
Chim hút mật bụng vạch phân bố ở Brunei, Campuchia, Trung Quốc, Indonesia, Lào, Malaysia, Myanma, Singapore, Thái Lan và Việt Nam.
Môi trường sống tự nhiên của chim này là các khu rừng ẩm thấp nhiệt đới và cận nhiệt đới.

## Phân loài
Loài này bao gồm các phân loài sau:
- H. h. lisettae: Bắc Myanma, tây nam Trung Quốc, bắc Thái Lan, bắc và trung Đông Dương.
- H. h. mariae: nam Đông Dương
- H. h. nuchale: Bán đảo Mã Lai
- H. h. hypogrammicum: Sumatra và Borneo
- H. h. natunense: Quần đảo Natuna (tây bắc đảo Borneo).